# Nicolas Lafrensen
Nicolas Lafrensen noto in Francia con il nome di Nicolas Lavreince (Stoccolma, 30 ottobre 1737 – Stoccolma, 1º settembre 1807) è stato un pittore e miniaturista svedese, dipinse soprattutto per la corte svedese.

## Biografia
Figlio di un altro miniaturista Nicolas Lafrensen il Vecchio (1698–1756) e di Maddalena Stuur. Studiò fin da giovane presso suo padre che gli insegnò le tecniche della pittura in miniatura e fu influenzato da pittori quali François Boucher. 

Nel 1773 divenne membro dell'Accademia di pittura e scultura e quindi tra il 1774 e il 1791 iniziò ad operare in Francia. Nel 1791 in seguito agli eventi della Rivoluzione francese fu costretto ad abbandonare la Francia e a ritornare in Svezia dove ritrasse il re Gustavo III poco prima della sua morte.

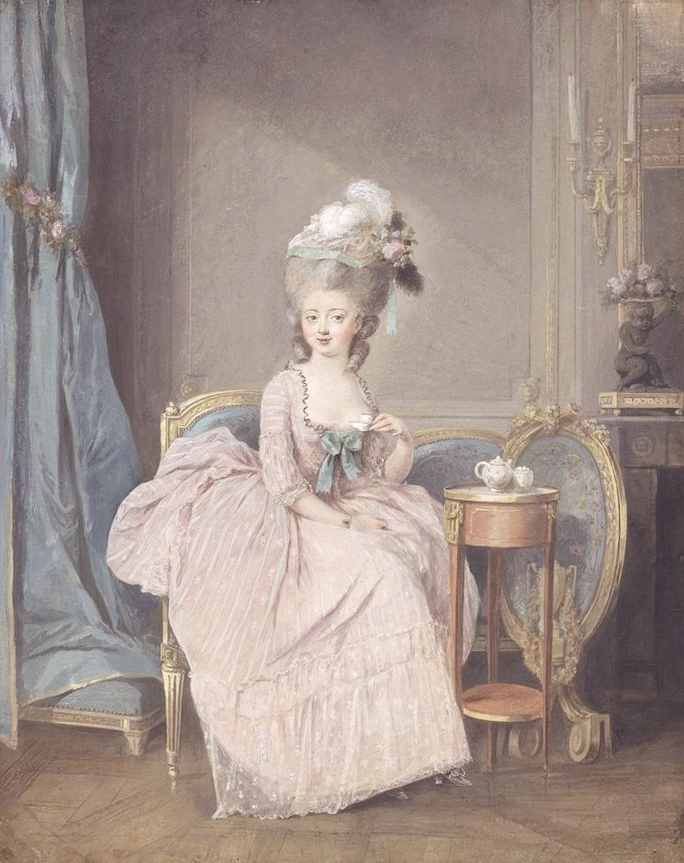
Ritratto di signora che beve un tè